# Oliborio Mateo
Oliborio Mateo, dit Liborio Mateo ou Papá Liborio, né en 1874 à San Juan de la Maguana, mort le 27 juin 1922, est un guérisseur dominicain, chef de rebelles.

## Biographie
Opposant au régime militaire, Oliborio Mateo prend la tête d'une rébellion de paysans qui finit par inquiéter les forces armées des États-Unis qui occupaient le pays depuis 1916. Il fut tué en 1922 et son cadavre exposé sur une place de San Juan de la Maguana.

## Source
- Vanessa Capieu, Les Bonnes Nouvelles de l'Amérique latine, Gallimard, « Du monde entier », 2010, p. 376  (ISBN 978-2-07-012942-3)